# Alex Ebi
Alex Ebi (* 10. Oktober 1964) ist ein Schweizer Handballspieler, Handballfunktionär und Politiker (LDP).

## Leben
Ebi spielte als Aktiver Handball bei den Vereinen RTV 1879 Basel, TSV St. Otmar St. Gallen und BSV Borba Luzern. In den Saisons 1983/1984 und 1985/1986 wurde er Schweizer Meister, in der Saison 1986/1987 Torschützenkönig der Nationalliga A. Er absolvierte 69 Länderspiele für die Schweizer Nationalmannschaft und erzielte dabei 179 Tore. Von 2002 bis 2020 war er Präsident des Handball-Clubs RTV 1879 Basel, zeitweise auch Interimstrainer.
Ebi ist für die Helvetia Versicherungen tätig. Seit dem 4. Februar 2020 ist er Grossrat des Kantons Basel-Stadt.
Ebi ist verheiratet und hat drei erwachsene Kinder.